# Simulium bulbosum
Simulium bulbosum es una especie de insecto del género Simulium, familia Simuliidae, orden Diptera.
Fue descrita científicamente por Lewis, 1973.